# Flavio Chigi
Flavio Chigi, italijanski rimskokatoliški duhovnik, škof in kardinal, * 31. maj 1810, Rim, † 15. februar 1885.

## Življenjepis
17. decembra 1853 je prejel duhovniško posvečenje.
19. junija 1856 je bil imenovan za naslovnega nadškofa Mire; škofovsko posvečenje je prejel 6. julija isto leto.
24. aprila 1857 je postal apostolski nuncij v Nemčiji in 1. oktobra 1861 apostolski nuncij v Franciji. Leta 1873 se je vrnil kot uradnik v Rimsko kurijo.
22. decembra 1873 je bil povzdignjen v kardinala in imenovan za kardinal-duhovnika S. Maria del Popolo.